# Thénardier
Os Thénardier são dois personagens do romance Os Miseráveis de Victor Hugo. Ao longo da história, o ganancioso casal sem escrúpulos deixa a sua marca negativa na sociedade não olhando a meios para atingir os seus fins. Passando por cima de tudo e todos, não respeitando quaisquer regras morais e sem demostrar o mínimo interesse pela condição humana que os rodeia, os Thénardier são frequentemente tidos como os principais vilões da narrativa.

## Os Thénardier no Romance

### Caracterização e vida anterior à narrativa
Victor Hugo começa por descrever o casal como um par de seres pertencentes a essa classe de gente grosseira de inteligência decaída, "que está entre a classe chamada média e a chamada inferior, e que combina alguns defeitos da segunda com quase todos os vícios da primeira." 
Thénardier (nascido em c. 1773) é caracterizado como um medonho e tenebroso homem desse género que inspira desconfiança só de olhar a sua figura. Ruivo, baixo, magro, pálido, com aspecto de doente mas gozando de perfeita saúde, assim era a fisionomia deste vigarista. O narrador sugere que talvez tenha origens flamengas da região da Flandres e não mais menciona sobre o seu passado do que uma passagem pela Holanda onde, contrariamente ao que alega, não mais fez do que ser estalajadeiro. Observador matreiro, amante da boa vida e hostil a tudo o que não lhe permita aumentar a sua fortuna pessoal, Thénardier é que o narrador apresenta como o mau pobre: miserável que nas cores da sua miséria não encontra senão rancor, inveja e ódio à humanidade.
Já a madame Thénardier (c. 1788-1832) é apresentada como uma besta odiosa, alta loira, vermelha, encorpada, fornecida de carnes, criatura quadrada, enorme e ágil. A sua inteligência permitira-lhe na sua juventude pouco mais do que a leitura de romances de fraca qualidade o que, por sua vez, nada estimulou o seu intelecto. Quando dormia saía-lhe da boca um dente e devido aos seus modos, à postura face à bebida, à proeminente barba e ao porte colossal, qualquer um a tomaria, nas palavras do narrador, por um carreteiro num vestido de mulher. A nível sentimental venera o marido, adora as duas filhas, despreza os três filhos e odeia o resto do mundo.

### Primeira Parte: Fantine
Numa normal tarde da Primavera de 1818, estava a madame Thénardier à porta da sua estalagem assistindo às brincadeiras das suas duas pequenas filhas, Éponine e Azelma, quando por ela passa Fantine com uma criança ao colo. A Thénardier encontrava-se, portanto, num daqueles raros momentos de expressão de felicidade, deliciada com a imagem das duas pequenas a brincar. Rendida aos encantos daquele cenário, a jovem mãe mete conversa com a estalajadeira e, julgando que tal acordo seria o mais proveitoso para a sua filha, pergunta à madame Thénardier se, mediante pagamento, seria possível deixar sobre a sua guarda a pequena criança até chegar à sua terra natal e ter as condições económicas para lhe dar uma vida decente.
Percebendo aqui uma oportunidade de ganhar dinheiro fácil, depressa o marido entra na conversa e, aplicando todos os seus métodos de persuasão, consegue extorquir à jovem cinquenta e sete francos mais a garantia de que todos os meses receberá sete francos. Ingénua e sem conseguir pensar em melhor remédio para a sua situação, Fantine, a jovem mãe, parte então para a sua terra convicta de que cedo tornará a ver a sua pequena Cosette. Os Thénardiers, porém, tinham outros planos.

### Segunda Parte: Cosette
A segunda parte começa com a célebre descrição da batalha de Waterloo por Victor Hugo. Após algumas páginas de pura História, o narrador torna à ficção apresentado-nos as pilhagens feitas por salteadores no campo de batalha após a derrota francesa. Entre estes marginais encontramos Thénardier que no meio de toda a confusão de cadáveres encontra um oficial ainda vivo de seu nome Pontmercy. Pontmercy julga ter sido salvo pelo vagabundo e por isso jura que nunca esquecerá o seu nome. Thénardier, no entanto, não fizera senão roubá-lo.
De regresso à data original da história, o narrador traz-nos de volta a Montfermeil e à taberna do vil casal. É a véspera de natal de 1823 e a estalagem está repleta de clientes. O marido bebe com a clientela, a mulher serve toda a gente, as filhas do casal brincam alegremente e Cosette remenda roupas, tremendo com a ideia de ter de ir à rua buscar água. Apesar de toda a gente preferir qualquer bebida alcoólica, a determinada altura alguém reclama água para os cavalos e, constatando que esta escasseia, a Thénardier obriga Cosette a ir à fonte.
A regressar, a Thénardier percebe que a pequena encontrara um homem pelo caminho e que esta pretende passar a noite na estalagem. Observando a roupa gasta do estranho, o casal toma-o por um mero pobre e requisita uma extravagância por um quarto sem quaisquer condições. Pois tais pessoas, segundo Thénardier, não davam bom nome à casa.
O estranho no entanto aceita. Sozinho a um canto, permanece sentado a observar Cosette e por duas ou três vezes mostra-se bondoso para com a pobre criança. Thénardier, sempre atento a qualquer oportunidade para fazer dinheiro, repara neste estranho comportamento e decide ficar de olho no homem. Até mesmo depois de todos se terem recolhido, o viajante fica sentado no seu canto a meditar, o que muito intriga o estalajadeiro.
No dia seguinte, Thénardier prepara uma surpresa para o viajante. Tomando-o agora por um rico excêntrico, o ex-salteador auto-intitulado "Sargento de Waterloo" apresenta-lhe uma conta de vinte e três francos, um autêntico roubo face às pobres condições de toda a estalagem. No entanto, não querendo confusões, o homem paga. Não só paga como expõe o verdadeiro motivo que o trouxe a Montfermeil: levar Cosette para longe daquele antro de abusos e maus tratos. Após uma negociação recheada de cinismos e mentiras, Thénardier consegue cobrar 1500 francos ao estranho para que este possa levar Cosette. o viajente aceita e leva a pequena.
Porém, momentos após a negociação, Thénardier cai em si e convence-se de que poderia ter pedido muito mais dinheiro. Agitado, sai da taberna a correr atrás do estranho e Cosette. Ao conseguir alcançá-los começa por dizer que após melhor pensar não poderá deixar Cosette partir com uma pessoa que não possui um bilhete assinado por Fantine, pois não lhe cabe a ele decidir o destino da pequena. Antes de conseguir conduzir a conversa para a parte em que dava a entender que estava disponível a ser pago para ir contra os seus "príncipios", o homem apresenta-lhe um papel com a assinatura de Fantine, no qual se lia que o portador de tal nota deveria ficar com a sua filha. Thénardier não consegue mais argumentar contra tais factos e deixa-os partir. Virando costas, arrepende-se de não ter trazido uma espingarda.

### Terceira Parte: Marius

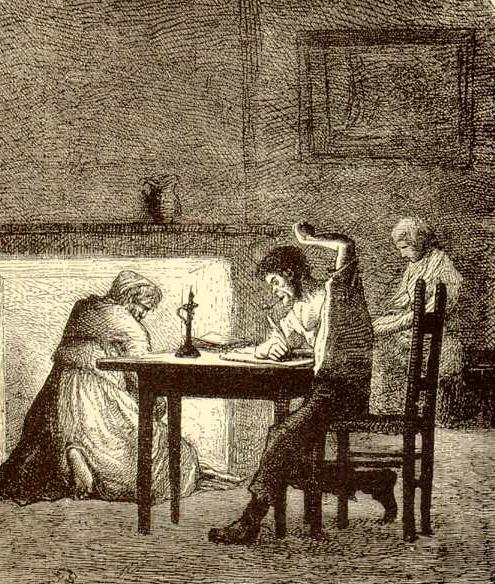
Thénardiers e Azelma no casebre Gorbeau

Com o passar dos anos a taberna dos Thénardier acaba por ir à falência. De Montfermeil a família muda-se para Paris onde aluga um quarto no miserável casebre Gorbeau. Se na taberna "O Sargento de Waterloo" já pouco deviam à honestidade, em Paris os Thénardier abandonam por completo todas e quaisquer intenções de ingressar em trabalhos honrados. Sobre o falso nome de Jondrette, a família passa a dedicar-se à mendigagem profissional, ao roubo e à extorsão através da mentira, filiando-se aos locais grupos criminosos.
Certo dia passeam as agora adolescentes Éponine e Azelma pela rua, esfarrapadas e descalças como se havia tornado costume, quando sem dar conta perdem um maço de envelopes. As cartas que estes continham haviam sido escritas por Thénardier no intuito de serem entregues a possíveis benfeitores, gente que o ex-estalajadeiro estuda de longe e suspeitava serem capazes de providenciar esmolas consideráveis. Ainda nesse dia, Thénardier manda Éponine pedir dinheiro ao vizinho do casebre, o jovem Marius, que previamente já demonstrara ser uma pessoa caridosa. Este havia, por acaso, encontrado o maço de envelopes caído e entrega-os a Éponine que depressa os vai dar aos respectivos destinatários.
A filha mais velha do casal regressa a casa, assegurando que um dos benfeitores viria visitá-los dentro de pouco tempo. Thénardier apressa-se a destruir ainda mais o quarto e inventa um cenário familiar que toda a família terá de representar no momento em que o filantropo entrar. Assim que este chega tudo está pronto para o receber. Thénardier desfaz-se em lamentos e histórias mirabolantes sobre a sua triste condição ao que o idoso benfeitor lhe responde que voltará ainda nesse dia com algum dinheiro para as necessidades mais urgentes.
Thénardier, contudo, reconhece este homem - esta era a mesma pessoa que há nove anos havia levado Cosette. O "sargento de Waterloo" não só lhe tinha um especial ódio, como o julgava ainda fabulosamente rico. Era hora de agir. Depressa reúne membros da sua perigosa quadrilha de criminosos, os Patron-Minette, e antes do regresso do filantropo já haviam os marginais montado uma emboscada no casebre. Marido e mulher ficariam no quarto, as duas filhas na rua atentas a qualquer eventualidade e os seus colaboradores escondidos num dos quartos vazios da casa.
Não estavam, porém, os criminosos cientes de que o vizinho Marius havia observado toda a cena, desde a chegada do pai adoptivo de Cosette até ao planear de todo o golpe. Na janela de tempo que sucedera estes acontecimentos, correra o jovem estudante à esquadra mais próxima onde contou tudo o que havia ouvido a Javert, um inspector da polícia parisience. A guarda estava, portanto, na rua à espera de um tiro de pistola de Marius, que de novo retomara o seu posto de vigia, para apanhar toda a quadrilha em flagrante.
Quando o benfeitor regressa, Thénardier mantém durante algum tempo a encenação começada horas antes mas cedo manda os seus homens prendê-lo à cama. Ordena-lhe então que escreva uma carta a Cosette na qual requisita que acompanhe a portadora do bilhete, Mme. Thénardier. Esta, após conseguir que a pequena entre numa carruagem deveria, no entanto, mantê-la refém até que o filantropo se prestasse a dar 200.000 francos a Thénardier. O benfeitor, contudo, alega residir numa morada falsa de modo a ganhar tempo suficiente para se soltar o mais que pode e, quando a terrível mulher regressa com a verdade, volta a colocar-se em posição defensiva. Ainda preso por uma perna, pega num dos ferros em brasa aquecidos pelos vilões para fins duvidosos e assim se prepara para resistir. Thénardier perante o presente cenário decreta que não haverá nada a fazer senão matá-lo.
Seria este o momento ideal para Marius disparar. Contudo, após ouvir a conversa entre o protector de Cosette e Thénardier, ficou a conhecer o verdadeiro nome do ex-estalajadeiro, um nome que seu pai lhe havia mencionado como o do homem que o "salvara" em Waterloo. Não querendo causar a prisão de Thénardier mas também não procurando a morte do pressuposto pai da rapariga por quem estava apaixonado, Marius lembra-se de atirar para o quarto um papel previamente deixado por Éponine onde se lia "Aí vêm os partazanas (polícia)". Assustado, o grupo de criminosos prepara-se para fugir, mas no último instante aparece Javert. O casal ainda tenta matar o polícia, primeiro com um tiro e depois arremessando-lhe uma pedra mas nada parece atingir este que era o inspector mais temído dos criminosos de Paris. O dia termina então com todos os Thénardier e quase todos os membros da quadrilha Patron-Minette a caminho da cadeia.

### Quarta Parte: O Idílio da Rua Plumet e a Epopeia da Rua S. Dinis

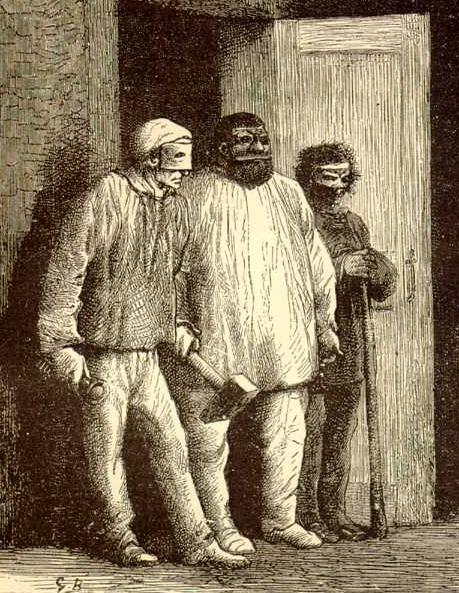
Membros da quadrilha Patron-Minette

A caça de Javert no casebre Gorbeau não resultou, porém, em sucesso absoluto. Na própria noite o jovem criminoso Montparnasse consegue escapar à detenção e refugia-se nos arrabaldes de Paris e, apesar de detido, Claquesous evade-se para surpresa de todos durante a travessia para a prisão. Dias mais tarde, as filhas do casal, Éponine e Azelma, são libertadas da prisão de Madelonnettes por falta de provas que as ligassem aos crimes do pai.
É, por esta altura, referido o estatuto dos dois filhos mais novos do casal Thénardier, até então não mencionados pelo narrador. Os Thénardier haviam trazido ao mundo cinco crianças durante a sua residência em Montfermeil – as filhas mais velhas, o filho do meio Gavroche e ainda dois rapazes que, completamente desprezados pelo casal, haviam sido alugados desde bebés a uma parceira criminosa para melhor chantagear um rico burguês. Neste momento da narrativa, porém, a vigarista é presa pela polícia, facto que acaba por deixar os dois rapazinhos perdidos nas ruas.Depois de uma agonizante marcha por Paris, encontra-os o também vagabundo Gavroche que, desconhecendo o seu laço sanguíneo, prontamente se disponibiliza a ajudar as pobres crianças.
Um dia depois de os encontrar, Gavroche é recrutado por Montparnasse para assistir a recém-evadida quadrilha Patron-Minette no plano para a evasão do seu líder, Thénardier. Considerado o mais perigoso dos criminosos, fora reservado a uma cela particular onde ficou autorizado a reter não mais do que uma cavilha metálica para, dizia, afastar os ratos. Foi com esse instrumento que neutralizou a sentinela que o vigiava e quebrou as barras de ferro da sua cela. De telhado em telhado, no meio de uma violenta tempestade, o ex-taberneiro fez um trajecto aparentemente impossível noite dentro, conseguindo por fim chegar ao local onde horas antes a sua quadrilha havia chegado. Desta feita porém, não havia corda que lhe valesse para descer a altura de três andares que o separava do chão. Deixou-se ficar ali, então, “alagado em água, a escorrer suor, com a roupa em tiras, as mãos todas esfoladas, os cotovelos vertendo sangue e os joelhos cheios de arranhaduras” esperando a chegada de Gavroche que mais facilmente subiria àquelas alturas com a corda que seria a sua salvação. No fim da operação, o único capturado no casebre Gorbeau que não mais conheceria a liberdade é Madame Thénardier que acaba por falecer na sua cela.
Cedo a quadrilha volta à criminalidade. Quer o destino que um dos alvos visados seja a isolada casa da Rua Plumet habitada por Jean Valjean e Cosette. Quer também o destino que na noite planeada para o assalto, Marius, o jovem pretendente de Cosette, se encontre com a donzela nos jardins da casa, sendo ambos espiados por uma Éponine romanticamente obcecada pelo mancebo.
Ao chegarem às grades do jardim, Éponine percebe desde logo as intenções dos seus companheiros do submundo. Decidida a proteger Marius da morte certa, começa por lhes dizer com bons modos que a casa nada tem de valor. Thénardier, bruto e indiferente, rejeita as afeições da filha e mantém-se firmemente decidido a entrar. Esta inverte então os papéis e ameaça gritar pela guarda se eles ousarem entrar. Constatando a determinação de Éponine, o grupo ameaça-a de morte enquanto Thénardier se torna falsamente meigo. Nada, porém, a demove e os seis homens acabam por se ir embora.

### Quinta Parte: Jean Valjean

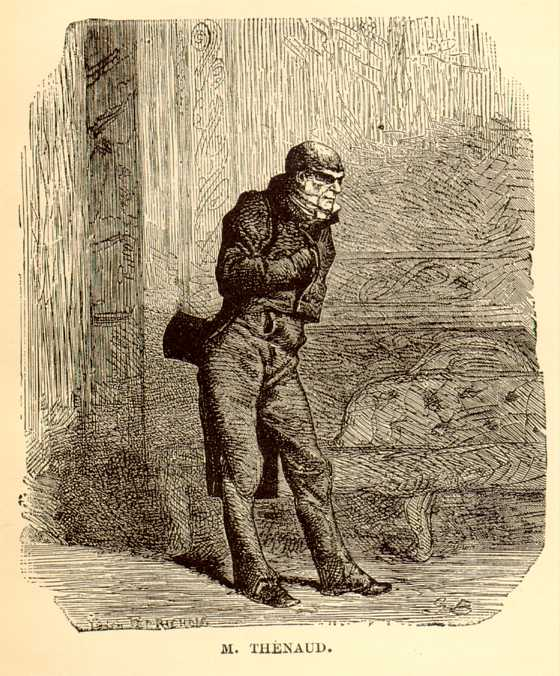
Thénardier disfarçado de burguês

Algum tempo se passa até que Thénardier torne a surgir na vida dos protagonistas. Sendo não mais do que uma alma egoísta nascida para sugar recursos e riqueza sem olhar a meios, o ex-taberneiro não participa na insurreição de 5 de Junho de 1832. Durante os breves dias de rebelião, Thénardier mais não faz do que continuar os seus actos criminosos sem grandes problemas de consciência. Na tarde da tomada da barricada de St. Denis, porém, o vilão é avistado pelo recém liberto Javert na Ponte dos Inválidos. O inspector logo lhe começa a dar caça mas, passado algum tempo, Thénardier consegue evadir-se junto à Ponte de Iena refugiando-se num discreto cano de esgoto protegido com grades de ferro para o qual tinha a chave.
Para sua surpresa, vem encontrar aqui Jean Valjean que à partida não reconhece. O pobre fugitivo havia escapado da barricada servindo-se da rede de esgotos, sempre com um moribundo Marius às costas. Thénardier toma-o por um simples assassino e obriga-o a partilhar “o espólio do morto” para o deixar passar pela grade. Sem Valjean dar conta, Thénardier rasga parte do casaco do jovem para mais tarde puder chantagear o desconhecido.
Meses mais tarde, no dia de casamento de Marius e Cosette, os caminhos de Thénardier e Valjean tornam a convergir. Quis o destino que a caravana de festejo dos recém-casados cruzasse a parada de máscaras do Mardi Gras, na qual o ex-taberneiro e a única filha viva, Azelma, se encontram disfarçados. Este, conhecendo Jean Valjean, pede à filha que os siga e descubra onde vivem para mais tarde puder actuar.
Quando por fim actua, Thénardier entra em grande. Dirige-se directamente a Marius disfarçado de burguês mas, quando este o desmascara, decide deitar todas as cartas na mesa. Chantageando o mancebo, pede-lhe uma fortuna em troca de toda a informação que tem sobre Valjean. Marius aceita e ouve “toda a verdade”. Julgando estar a incriminar o ex-recluso, Thénardier expõe os factos e provas que faltavam ao jovem para perceber a bondade de Jean Valjean e por fim entender que foi ele quem o salvou da barricada. Enraivecido, Marius expõe a Thénardier todos os seus crimes e oferece-lhe muito dinheiro para este se ir embora de vez. O ex-taberneiro nem pensa duas vezes e, juntamente com Azelma, parte para as Américas onde se torna um comerciante de escravos, abandonando por fim o submundo de Paris.

## A Família Thénardier
Eis os constituintes da família Thénardier:

### Thénardier
O patriarca, chefe absoluto da casa que usa a família como mera extensão de si mesmo.

### Madame Thénardier
Devota seguidora do marido, mima tanto quanto possível as duas filhas e despreza os três filhos.

### Éponine
Filha mais velha do casal, Éponine é uma personagem vital na narrativa, servindo frequentemente de "mão do destino" ao conduzir, voluntaria ou involuntariamente, algumas personagens a agir de determinada forma. Cegamente apaixonada por Marius Pontmercy, a pobre miserável segue o seu coração e por ele prova até ao último suspiro que no ninho da crueldade há também lugar para a esperança, a paixão e a bondade.

### Azelma
Segunda na lista de filhos do casal, Azelma segue frequentemente os passos de Éponine, que parece admirar e respeitar bastante. Tudo indica que sofre ao longo da sua adolescência nas mesmas condições que a irmã, sendo também forçada a pedir, a roubar e, implicitamente descrito pelo narrador, a prostituir-se. No fim do romance, Azelma acompanha o pai na sua emigração para as Américas.

### Gavroche
Filho do meio do casal, Gavroche é desde pequeno ignorado pelos pais, o que o leva a crescer nas ruas. Criança viva e traquina, conhece todas as facetas de Paris, tratando até os criminosos mais perigosos por tu. Ocasionalmente visita os progenitores mas nunca se detém muito tempo pois sabe nenhum dos dois se importa muito com a sua condição. Apenas Éponine parece manter uma relação de proximidade com Gavroche. O pequeno acaba por perecer, tal como a irmã, nas barricadas de St. Denis.

### Duas crianças de nome não referido
Se Gavroche é ignorado, as duas últimas crianças que por acidente a Thénardier dá à luz são por completo desprezadas. O casal decide alugá-las a uma parceira vigarista que os usa para extoquir dinheiro a um burguês. Quando esta é presa, porém, os dois raprazinhos acabam nas ruas sem lugar para onde ir. Sem saber que são seus irmãos, Gavroche ainda os acolhe por algum tempo mas as crianças acabam por se perder novamente em Paris presumivelmente iniciando uma existência de fome e miséria.

### Montparnasse
É subtilmente referido no romance que Montparnasse, um jovem pertencente à quadrilha Patron-Minette, tem distantes laços parentescos com Thénardier. O narrador ainda sugere que o jovem ladrão teve alguma espécie de relacionamente amoroso com uma das filhas do casal, provavelmente Éponine.

## Os Thénardier no Musical

### Musicas dos Thénardier
Castle on a Cloud (Apenas Mme. Thénardier)
Master of the House
The Thénardier Waltz of Treachery
Look Down (Em silêncio)
The Robbery/Javert's Intervention
The Attack on Rue Plumet (Apenas Thénardier)
One Day More!
The Sewers/Dog Eats Dog (Apenas Thénardier)
Beggars at the Feast

### Diferenças
No musical o casal Thénardier sofre algumas alterações.
- No romance o casal é retratado como claramente cruel. Porém os criadores do musical preferiram dar-lhes um toque mais cómico do que malvado de modo a não sobrecarregar a peça de temas dramáticos.
- A Mme. Thénardier que no romance falece pouco depois do incidente na casa Gorbeau, figura sempre viva até ao fim do musical.
- O incidente na casa Gorbeau é convertido no musical num assalto de rua.
- A família nunca é presa no musical.
- O casal parece ter uma relação muito mais fria no musical, quando no romance a Mme. Thénardier é francamente devota ao marido.
- No musical a única filha referida é Éponine.